# SSH2
El homólogo 2 de la proteína fosfatasa Slingshot es una enzima que en humanos está codificada por el gen SSH2 .
La familia ADF (factor despolimerizante de actina)/cofilina (ver MIM 601442) está compuesta por mediadores de la dinámica de actina que responden a estímulos. Las proteínas ADF/cofilina son inactivadas por quinasas como el dominio LIM quinasa-1 (LIMK1; MIM 601329). La familia SSH parece desempeñar un papel en la dinámica de la actina al reactivar las proteínas ADF / cofilina in vivo (Niwa et al., 2002). [Suministrado por OMIM].